# Схотепибра
Схотепибра — фараон XIII династии, который правил примерно с 1743 по 1742 год до н.э. В свою очередь, Юрген фон Бекерат и Детлеф Франке считают его восьмым фараоном династии.

## Биография
О жизни Схотепибра до его правления ничего не известно, известно лишь, что он сменил Сехемречуитауи на посту фараона около 1743 года до н. э. Он носил Тронное имя «Тот, кто удовлетворяет сердце Ре» и Хорово имя «Тот, кто расширяет две Земли». Сехетепибр умер почти сразу после первого года правления.

## Документы жизнеописания
Источники, которые сообщают что-то о Схотепибре, скудны. На Туринском царском папирусе он назван 5-м фараоном XIII династии и преемником Аменемхета V, однако это является предметом споров. Кроме того, сохранилась печать-свиток с именами Схотепибра и принца Библа Иакинилу, а также фрагмент стелы из галеновых шахт Гебель Зейт на Красном море, на которой передано его Хорово имя.